# Boafalls backe
Boafalls backe är en höjd på gränsen mellan Skåne (Skåne län) och Blekinge (Blekinge län). Där (på Blekingesidan) finns en triangelpunkt som ligger 180,42 meter över havet.  Tidigare ansågs Boafalls backe vara Blekinges högsta punkt, men nu räknas Rävabacken som högsta punkt.